# Летний театр (Батуми)
Ле́тний теа́тр — культурно-досуговое учреждение в Батуми. Исторический символ города.
Театр построен в 1947 году по проекту архитекторов К. И. Джавахишвили и Богдан Киракосян. Их совместный проект получил вторую премию на престижном Всесоюзном конкурсе в Москве.
Строительство Летнего театра проводилось на основе проекта архитектора А. Шухова, который известен своими инновационными решениями в области архитектуры и инженерии. В то время театр был самым большим открытым театром в Советском Союзе. Конструкция театра была выполнена из бетона, металла и стекла. Особенностью его архитектуры является огромный купол, который был выполнен по технологии, разработанной самим Шуховым.
Вмещает 800 зрителей. Сделан из дерева. Оригинальный театр был построен из дерева и не имел ни одного окна. Несмотря на это в помещении всегда было много воздуха и света. Благодаря уникальной вентиляции, внутри здания всегда царила прохлада, даже в самые жаркие дни. Стиль здания относится к популярному в то время стилю «сталинское барокко». Театр украшали счетверенные колонны с резными украшениями, арки, сводчатые потолки, ажурные двери, высокий фронтон. В боковых фасадах имелись проемы, которые зашторивались брезентом. По рассказам очевидцев, в случае аншлага люди, не сумевшие попасть на представление, отодвигали драпировку и таким образом смотрели спектакли или эстрадные номера.
Более 50 лет Батумский Летний театр являлся одним из символов города, а многие местные жители сравнивали его изящную постройку с волшебным кораблем Арго.
В 2001-м году случился пожар, быстро уничтоживший деревянную постройку. 12 лет потребовалось на восстановление театра, и в 2013-м году он вновь начал функционировать, вместимость театра увеличилась до 1100 зрителей (по другому источнику — 1200 зрителей, или 2000 зрителей). Архитектором восстановленного летнего театра стал Гоча Гаручава.
В 2022 году завершилась реставрация. Стоимость составила 500 тысяч лари (около 162 тысяч USD).
Фасад отделан деревом различных пород и украшен декоративной резбой. Потолок стилизован под звездное небо.
Снималась сцена из фильма 12 стульев. Съёмки фильма проходили в Зелёном мысе и разных районах города. Артисты батумского театра Роланд Какауридзе и Шота Месхидзе — артисты, сидящие за столом в ресторане, расположенном на берегу моря.

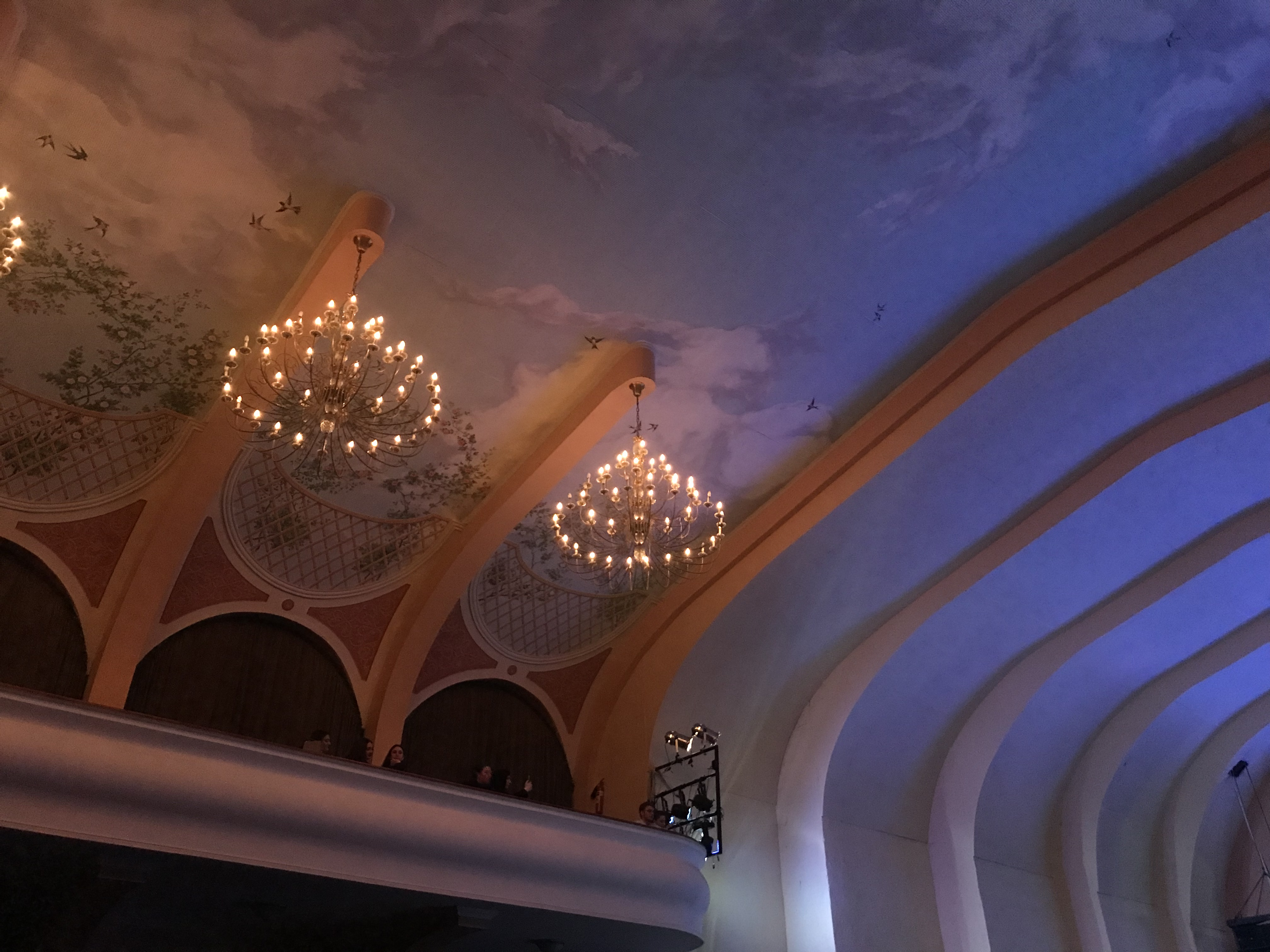
Потолок внутри